# Turin
Turin (italienisch Torino, lateinisch Augusta Taurinorum, piemontesisch Türin) ist eine Großstadt im Nordwesten Italiens, Verwaltungssitz der Metropolitanstadt Turin und der Region Piemont.
Die Stadt zählt 856.745 Einwohner im Stadtgebiet und ist somit die viertgrößte italienische Stadt (nach Rom, Mailand und Neapel); in der Europäischen Union steht sie an 20. Stelle. Etwa 1,7 Millionen Einwohner leben in der Agglomeration (2006) und 2,2 Millionen in der Metropolregion.
Die Stadt gehört zu den wichtigsten Kultur-, Universitäts- und Wirtschaftszentren Italiens und ist für ihr architektonisch vielfältiges Stadtzentrum bekannt. Viele der öffentlichen Plätze, Schlösser, Gärten und eleganten Paläste, wie der Palazzo Madama, wurden zwischen dem 16. und 18. Jahrhundert errichtet. Zudem wird das architektonische Erbe durch zahlreiche Gebäude im Stil des später aufkommenden Neoklassizismus und des Art Nouveau bereichert. Ein Teil des historischen Barockzentrums von Turin wurde unter dem Namen Residenzen des Königshauses von Savoyen im Jahr 1997 in die Liste des Weltkulturerbes der UNESCO aufgenommen. Darüber hinaus beherbergt die Stadt das Museo Egizio und die Mole Antonelliana, das architektonische Wahrzeichen der Stadt, in dem sich das nationale Kinomuseum befindet, die beide zu den wichtigsten Museen Italiens gehören.
Die Stadt ist zudem historisch ein wichtiges politisches Zentrum Europas. Ab dem Jahr 1563 war sie die Hauptstadt des Herzogtums Savoyen, dann des Königreichs Sardinien, das vom Haus Savoyen regiert wurde, und von 1861 bis 1865 die erste Hauptstadt des vereinigten Italiens, bevor der Regierungssitz später zuerst nach Florenz (1865) und dann nach Rom (1871) verlegt wurde.

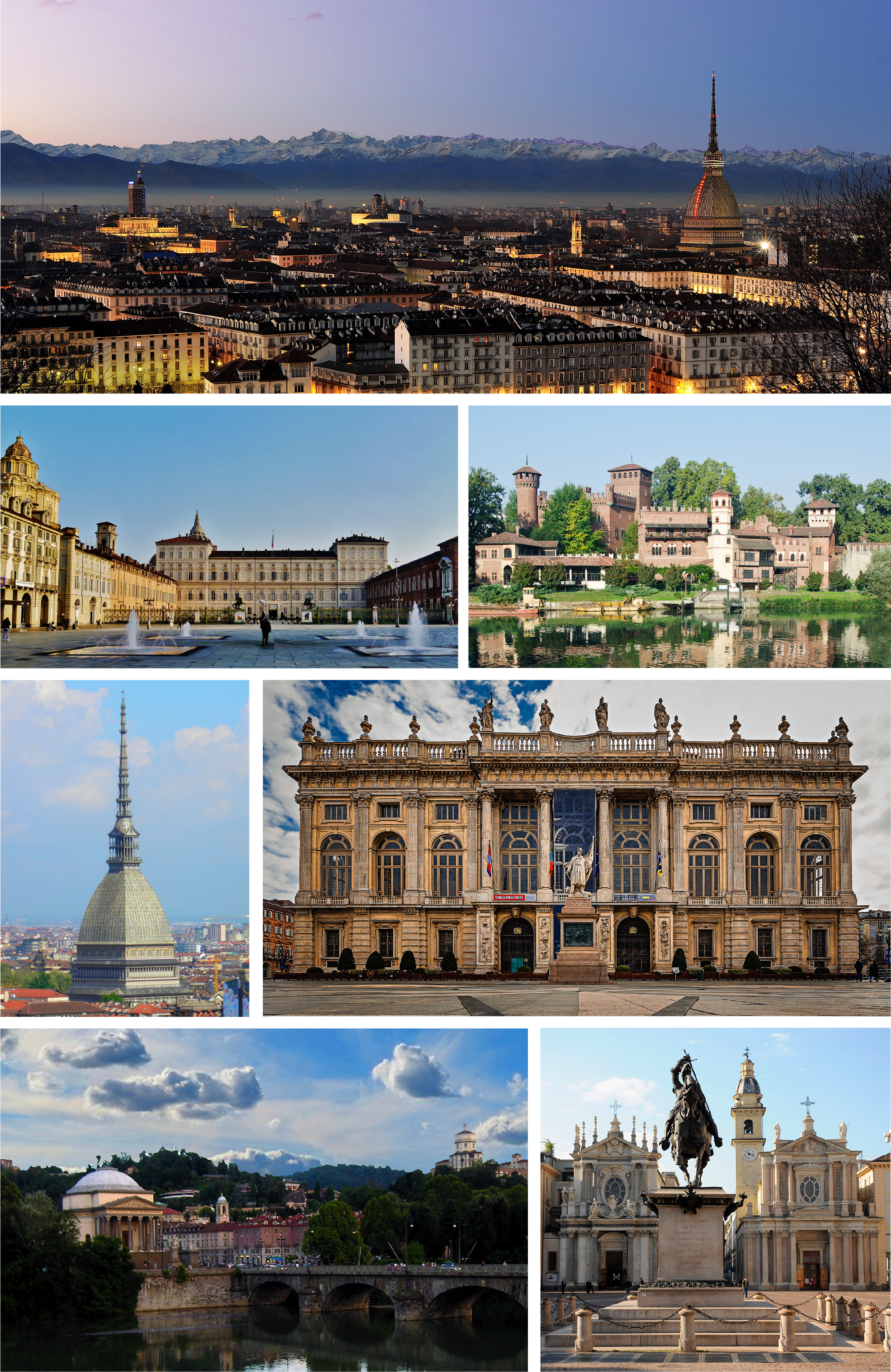
Im Uhrzeigersinn von oben: Panorama von Turin, Borgo Medioevale, Palazzo Madama, Piazza San Carlo, Gran Madre und Monte dei Cappuccini am Fluss Po, Mole Antonelliana, Königlicher Palast.

## Geographie
Turin liegt auf einer Höhe von etwa 240 m s.l.m. und hat eine Fläche von 130 Quadratkilometer. Von Frankreich im Westen und der Schweiz im Norden ist sie jeweils gut 100 Kilometer entfernt, Mailand liegt etwa 140 Kilometer nordöstlich.
Die Ebene, in der Turin liegt, wird im Westen und Norden durch die Alpen und im Süden durch die Hügel des Monferrato begrenzt. Die Dora Riparia, der Stura di Lanzo und der Sangone münden bei Turin in den Po. Ein Großteil der Stadt liegt in der Po-Ebene westlich des Flusses, einige kleinere Viertel erstrecken sich auf Hügeln östlich des Po, die eine Höhe von 750 m erreichen.

## Stadtgliederung
Seit 2016 ist Turin in acht Verwaltungsbezirke (Circoscrizione) unterteilt. Diese gliedern sich wiederum in insgesamt 94 statistische Bezirke. Dies sind:

### Klima
In der Stadt herrscht ein feuchtes, warmgemäßigtes Klima, das durch die Lage im Westen der Po-Ebene kontinental ausgeprägt ist.
|                       | Jan  | Feb  | Mär  | Apr   | Mai   | Jun  | Jul  | Aug  | Sep  | Okt  | Nov  | Dez  |   |       |
| Mittl. Tagesmax. (°C) | 5,8  | 8,4  | 12,7 | 16,6  | 20,7  | 24,7 | 27,6 | 26,5 | 23,1 | 17,3 | 10,8 | 6,9  | ⌀ | 16,8  |
| Mittl. Tagesmin. (°C) | −3,3 | −1,1 | 2,1  | 5,6   | 9,9   | 13,8 | 16,3 | 15,7 | 12,6 | 7,2  | 1,8  | −2,3 | ⌀ | 6,6   |
|                       |      |      |      |       |       |      |      |      |      |      |      |      |   |       |
| Niederschlag (mm)     | 40,5 | 52,5 | 76,9 | 104,1 | 120,3 | 97,6 | 66,6 | 79,8 | 70,1 | 88,9 | 75,5 | 41,6 | Σ | 914,4 |
|                       |      |      |      |       |       |      |      |      |      |      |      |      |   |       |
| Sonnenstunden (h/d)   | 3,6  | 4,2  | 5,1  | 6,0   | 6,3   | 7,3  | 8,4  | 7,2  | 5,6  | 4,6  | 3,5  | 3,5  | ⌀ | 5,4   |
|                       |      |      |      |       |       |      |      |      |      |      |      |      |   |       |
| Regentage (d)         | 4,4  | 5,2  | 7,0  | 8,4   | 10,4  | 8,7  | 5,9  | 7,2  | 6,0  | 5,8  | 6,8  | 4,1  | Σ | 79,9  |

| −3,3 |

| −1,1 |

| 2,1 |

| 5,6 |

| 9,9 |

| 13,8 |

| 16,3 |

| 15,7 |

| 12,6 |

| 7,2 |

| 1,8 |

| −2,3 |

| −3,3 |

| −1,1 |

| 2,1 |

| 5,6 |

| 9,9 |

| 13,8 |

| 16,3 |

| 15,7 |

| 12,6 |

| 7,2 |

| 1,8 |

| −2,3 |

## Geschichte

### Ereignisgeschichte

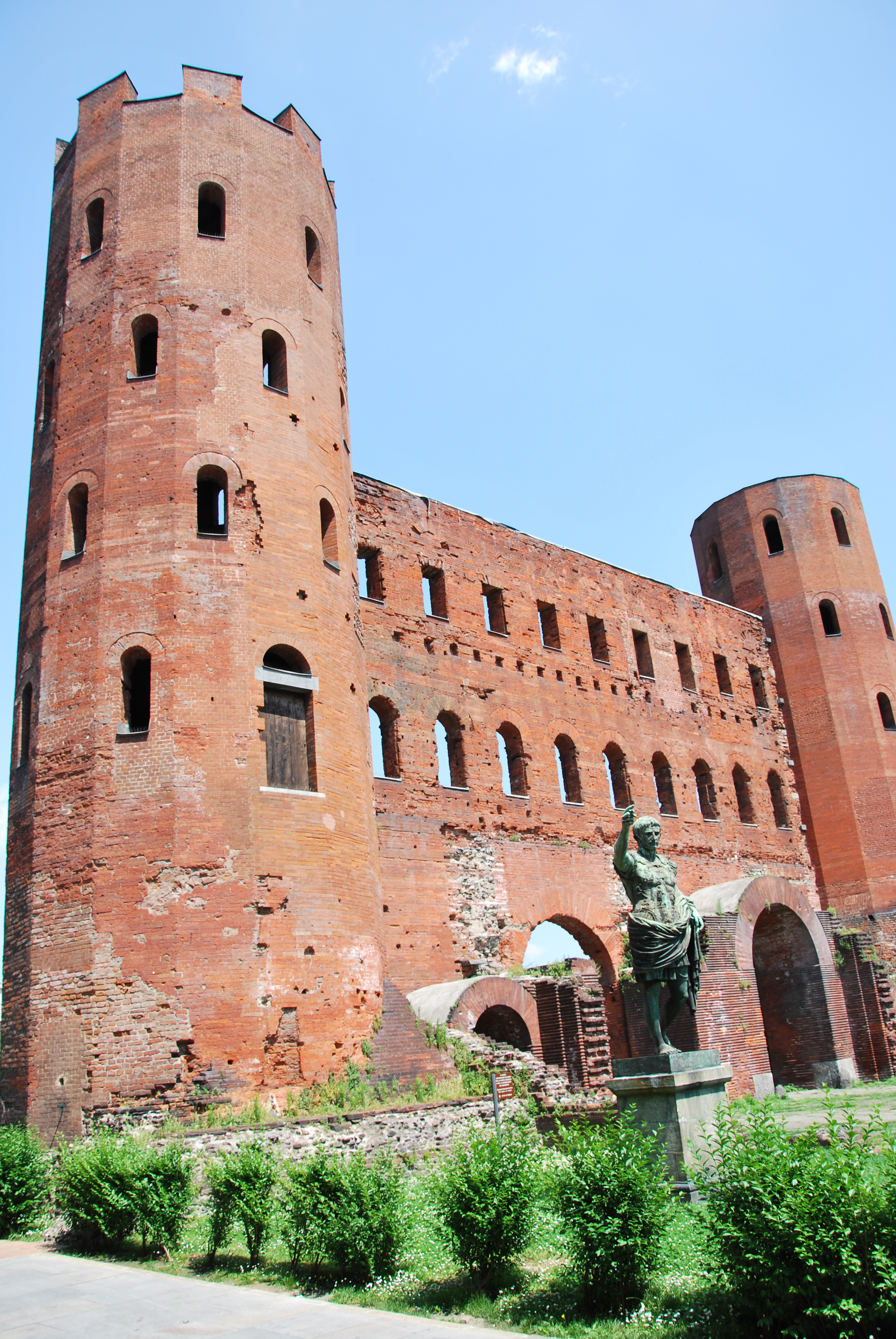
Die Porta Palatina ist das einzige erhaltene Stadttor des römischen Turin (Augusta Taurinorum)

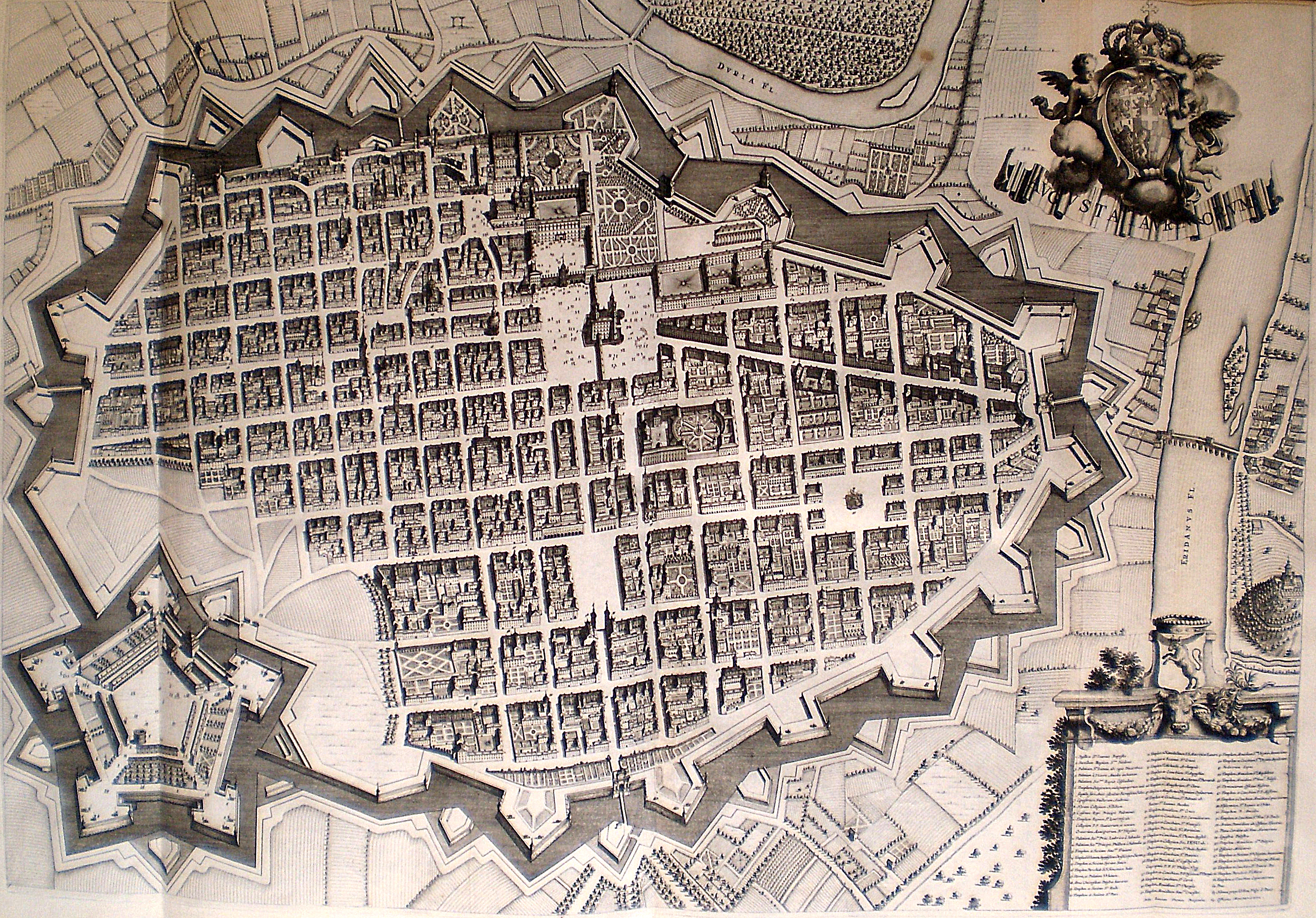
Turin um 1674

Der Name der Stadt stammt von tau ab, einem keltischen Wort, das „Berge“ bedeutet. Volksetymologisch kann der italienische Name Torino als „kleiner Bulle“ übersetzt werden, weshalb auf dem Wappen der Stadt ein Bulle dargestellt wird. Die Gegend wurde in vorrömischer Zeit vom keltisch-ligurischen Stamm der Tauriner besiedelt. Eine dieser Siedlungen wurde im Jahr 218 v. Chr. durch Hannibal bei dessen Marsch Richtung Alpen zerstört.
Im ersten Jahrhundert vor unserer Zeitrechnung (wahrscheinlich im Jahr 28 v. Chr.) errichteten die Römer hier ein Militärlager (Castra Taurinorum), das später dem Kaiser Augustus gewidmet wurde (Augusta Taurinorum). Die typische römische Stadtstruktur mit rechtwinklig zueinander verlaufenden Straßen hat sich bis in die heutige Zeit erhalten. Das Quartiere Romano ist der älteste Stadtteil. In römischer Zeit zählte Turin etwa 5000 Einwohner, die alle innerhalb der hohen Stadtmauern lebten. Im Jahr 312 fand die Schlacht von Turin statt, bei denen die Truppen Kaiser Konstantins des Großen jene seines Kontrahenten Maxentius bezwangen.
Nach dem Fall des Römischen Reiches wurde die Stadt zuerst von den Langobarden, dann von den Franken erobert und wurde von Bischöfen regiert. Ende des 13. Jahrhunderts nahmen die Herzöge von Savoyen die Stadt ein. Die Gärten und Paläste entstanden im 15. Jahrhundert, als man die Stadt von Grund auf neu errichtete. 1404 wurde die Universität gegründet.
Etwa seit der Mitte des 16. Jahrhunderts gab es auch in Turin und Umgebung Waldenser, evangelische Christen, die jedoch bald von der katholischen Inquisition verfolgt wurden. Einer ihrer Pastoren,  Goffredo Varaglia, wurde 1558 erwürgt und auf dem Scheiterhaufen verbrannt. Weitere Anhänger wurden inhaftiert und bis 1700 deportiert. Erst wieder 1825 konnte eine protestantische Kapelle eröffnet werden. 1853 erbauten die Waldenser ihren Tempio, wie sie ihr Kirchengebäude nannten, an der Viale del Re (heute: Corso Vittorio Emanuele II). Auf der Piazza Castello gegenüber der Via Garibaldi erinnert eine Bronzetafel an den Märtyrer, und an der Zitadelle hat die Stadt Turin im Jahr 2002 eine Gedenktafel angebracht, um an die Verfolgung und Deportation der Waldenser vor 1700 aufmerksam zu machen.
Emanuel Philibert machte Turin im Jahr 1563 zur Hauptstadt des Herzogtums Savoyen. Ab 1564 wurde am südöstlichen Stadtrand die fünfeckige Zitadelle von Turin errichtet, die jedoch 1857 im Zug der Stadterweiterung fast vollständig abgetragen wurde.
1706 belagerten die Franzosen während des Spanischen Erbfolgekriegs die Stadt 117 Tage, ohne sie jedoch einnehmen zu können (Schlacht bei Turin). Gemäß dem Frieden von Utrecht erhielt Savoyen das Königreich Sardinien. Architekt Filippo Juvarra begann mit der erneuten Umgestaltung der Stadt, die damals rund 90.000 Einwohner zählte. Nach der Verschmelzung der beiden Landesteile Savoyen und Piemont unter König Karl Albert wurde Turin 1847 Hauptstadt des Königreiches.

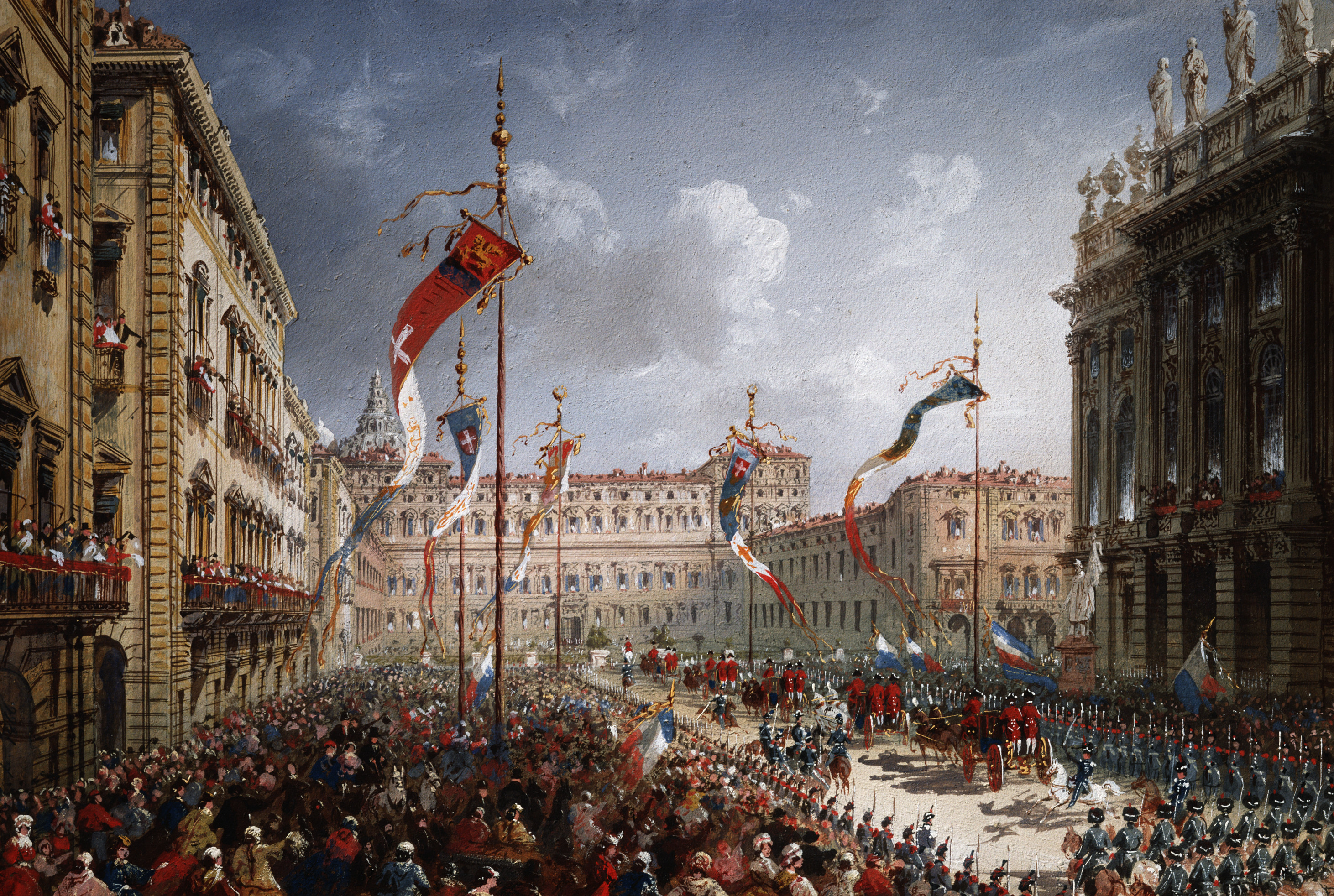
Einzug von König Vittorio Emanuele II. in Turin 1861 (Gemälde des Schweizer Künstlers Carlo Bossoli von 1866)

Durch die Vereinigung Italiens im Jahr 1861 wurde Turin italienische Hauptstadt. König Viktor Emanuel II. regierte von hier aus, 14 verschiedene Schlösser zeugen von der herrschaftlichen Vergangenheit. Die Hauptstadtfunktion war jedoch ein Status, den die Stadt schon vier Jahre später an Florenz weitergeben musste. Die Eröffnung des Mont-Cenis-Eisenbahntunnels im Jahr 1871 machte Turin zu einem wichtigen Verkehrsknotenpunkt.
Den Verlust der Hauptstadtfunktion machte Turin mit einer raschen Industrialisierung wett, wobei die Automobilindustrie eine überragende Bedeutung erlangte. 1899 erfolgte die Gründung von Fiat, 1906 jene von Lancia. Die Internationale Ausstellung für moderne dekorative Kunst des Jahres 1902 gilt als Höhepunkt des Jugendstils. 1911 fand eine Weltausstellung in Turin statt, damals zählte die Stadt bereits 430.000 Einwohner.
Durch Luftangriffe im Zweiten Weltkrieg wurden in Turin 7,4 % der Gebäude zerstört und 30,4 % beschädigt. Die Luftangriffe forderten in Turin 2069 Todesopfer. Französische Truppen unter General Paul Doyen und US-Truppen befreiten Turin am 2. Mai 1945 gemeinsam von der faschistischen Diktatur in ihrer Endphase – der Republik von Salò. An diesem Tag kapitulierten alle deutschen Truppen in Italien.
Nach dem Zweiten Weltkrieg erlebte die Industrie einen ungeahnten Aufschwung, der als „Italienisches Wirtschaftswunder“ galt. Zehntausende von Arbeitern, vor allem aus Süditalien, zogen jährlich nach Turin. Turin wurde 1960 eine Millionenstadt und erreichte 1975 mit 1,2 Millionen das Bevölkerungsmaximum. Die industrielle Krise der 1980er Jahre traf Turin hart und die Bevölkerung ging wieder auf unter eine Million zurück.

### Städtebauliche Entwicklung

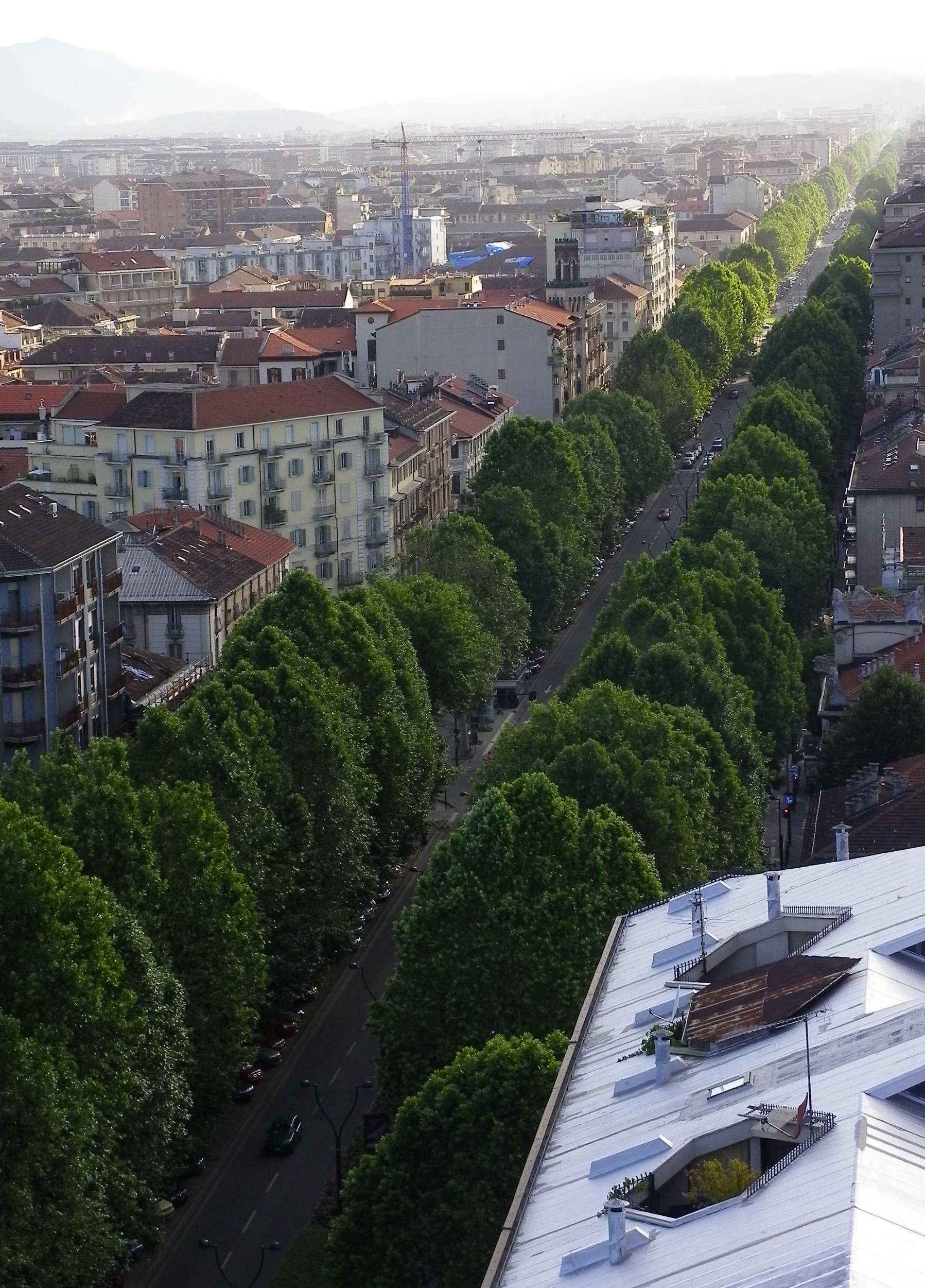
Eine der Hauptalleen Turins, der Corso Francia

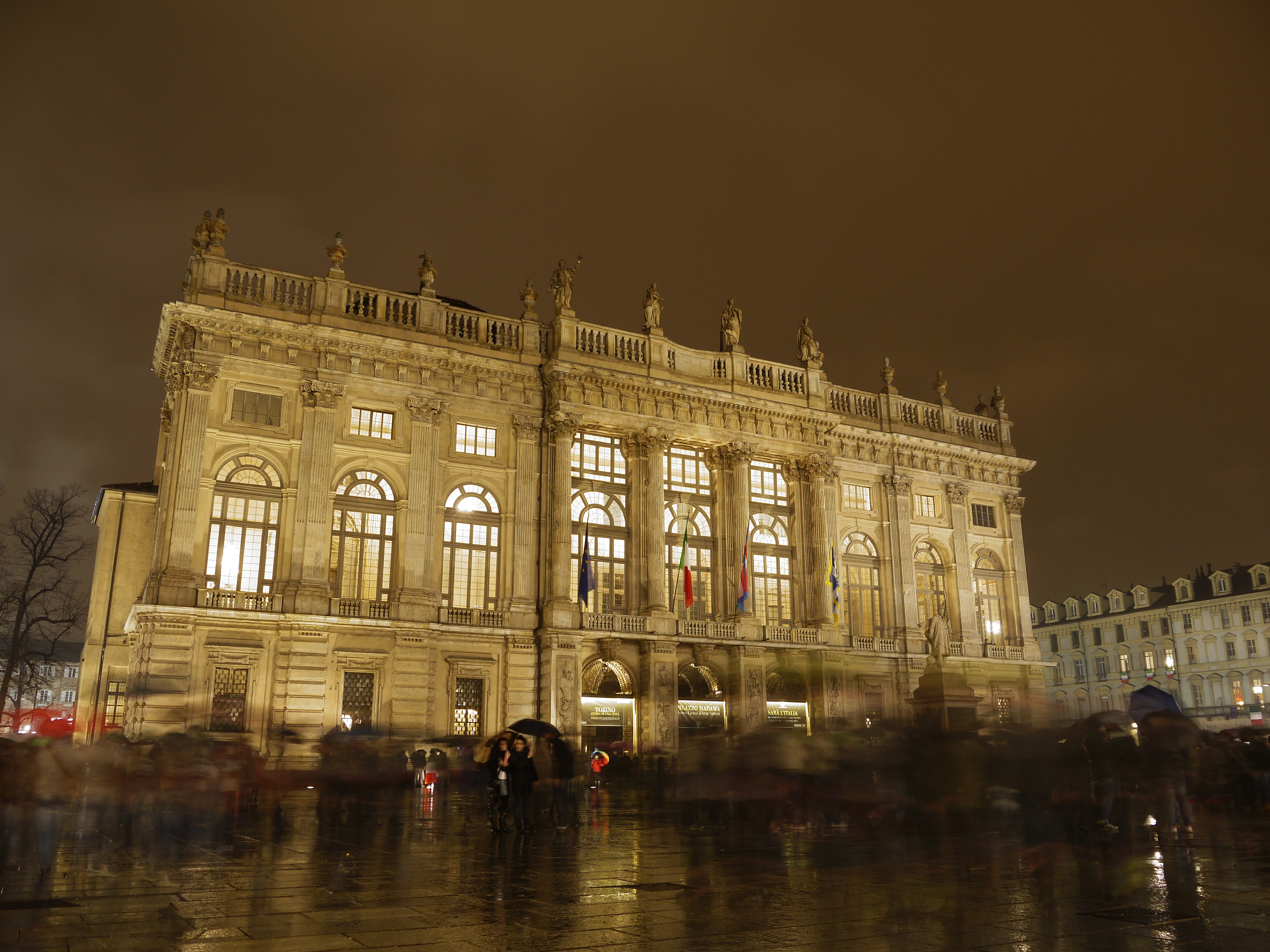
Palazzo Madama

Das rechtwinklige Raster der römischen Stadtstruktur hat sich bis heute im zentralen Altstadtviertel Quadrilatero Romano erhalten. Deren Hauptachsen in Ost-West-Richtung (decumanus) entsprechen der heutigen Via Garibaldi und in Nord-Süd-Richtung (cardo) der Via S. Tommaso. Die Porta Palatina und die Porta Decumana, deren Reste im Palazzo Madama verbaut wurden, markieren den Verlauf der römischen Stadtmauer.
Bis zur Rangerhöhung als Hauptstadt Savoyens war Turin noch mittelalterlich geprägt. Doch dann folgte im 17. Jahrhundert eine bis ins 18. Jahrhundert fortgesetzte Umgestaltung der Stadt, die ein Erscheinungsbild von in Europa fast einzigartiger Einheitlichkeit hervorbrachte. Die Neugestaltung war so durchgreifend, dass keine der 21 Pfarrkirchen bestehen oder unverändert blieb. Neue Schneisen wurden durch die alte Bebauung geschlagen: Die wichtigste Achse, parallel zur römischen cardo entlang der heutigen Via Roma, zielte vom neuen Herrscherpalast an der gleichzeitig umgestalteten Piazza del Castello auf ein Schloss im Süden der Stadt, die diagonale Via Po hingegen negierte das Rechteckraster, um auf den Palast ausgerichtet zu sein, auch sie erschloss ein Stadterweiterungsareal innerhalb des neu errichteten Bastionengürtels. Von Bebauung freigehaltene Plätze schufen eine Bühne für fürstliche Feierlichkeiten und Festzüge. Erscheinung und Struktur der Stadtplanung wurden so zu einer Inszenierung absolutistischer Herrschermacht. Mehrere Edikte um 1640 verpflichteten den Adel, dem Grundstücke um die Piazza San Carlo überlassen wurden, in kurzer Zeit ihre Paläste nach vorgegebenen Fassadenentwürfen zu realisieren.

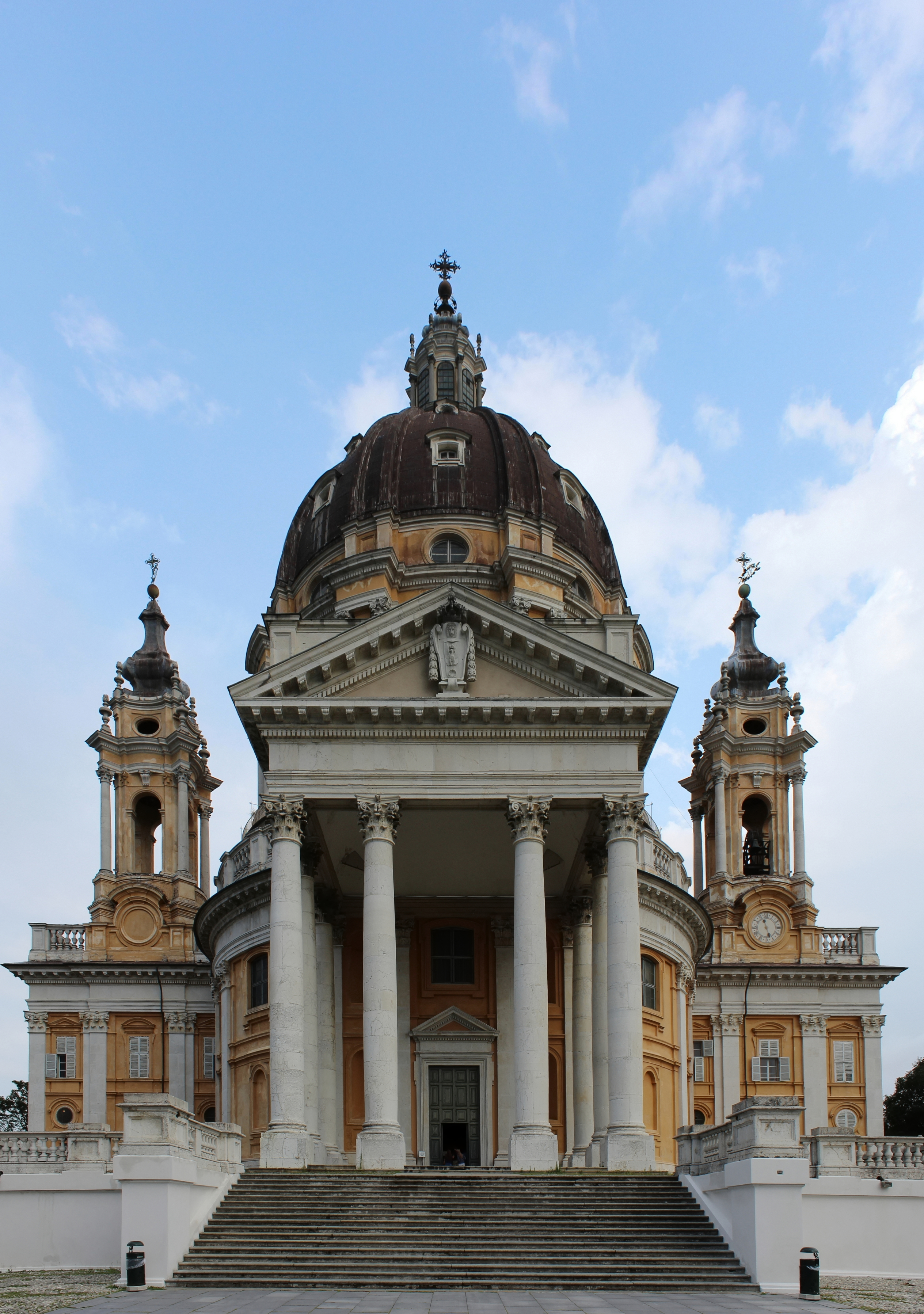
Superga

Im Gegensatz zur französischen Baukunst hatten die Turiner Straßenfronten von einer Cour d′honneur abzusehen, sie bildeten eine geradlinig fortlaufende, aber in der Erdgeschossebene sich oft mit Arkaden zur Straße öffnende Fassadenreihe. Erst dahinter beginnt die architektonische Freizügigkeit und die barocke Vielfalt der Raumanordnungen, wie dem „charakteristischen Turiner androne, der meist als weitläufiges, zentralisiertes Vestibül geformt ist, das ein Gefühl festlicher Offenheit zwischen Eingang und cortile schafft“, den Höfen, Treppenhäusern und Innenräumen. Oft wurden die Häuser von verschiedenen Schichten der städtischen Gesellschaft gemeinsam genutzt: Erdgeschoss und Hinterhof von Kaufleuten und Handwerkern, das piano nobile vom Adel, die Obergeschosse von der unteren Mittelschicht. Kleinere Blockbebauungen des 18. Jahrhunderts erlauben auch Mietshäuser mit ihren eigenen Strukturen. Die Erhebung zum Königreich 1720 gab Anlass zu neuen Straßenzügen (Via Garibaldi und Via Milano, 1736), repräsentativen Umgestaltungen (Palazzo Madama, Piazza Castello) und Neubauten im Stadtumfeld (Wallfahrtskirche Superga, 1731, Schloss Stupinigi, 1734). Die Hauptstadt des neuen gesamtitalienischen Königreiches schuf sich mit dem Bahnhof Porta Nuova ein der beginnenden Industrialisierung angemessenes Entrée in die Stadt.
Die neue Rolle als bedeutender Industriestandort (1899 Gründung von Fiat) führte zu Stadterweiterungen mit vorherrschendem Mietwohnungsbau, während sich am rechten Po-Ufer der Stadtteil Crimea (entstanden nach dem Krimkrieg 1853–1856 und bis zum Jugendstil) mit prächtigen Villen schmückte. Zwischen den Weltkriegen erneuerten Mussolinis Architekten im faschistischen Stil Teile der Via Roma um die Piazza C. L. N. herum und es entstanden die ersten Hochhäuser (Torre Littoria, 1934).
Nachdem durch Zuzug von Fabrikarbeitern aus dem Mezzogiorno in den 1960er Jahren die Wohnbevölkerung vorübergehend die Millionengrenze überstiegen hatte, in der Rezession der 1980er Jahre aber erheblich zurückging, legte sich Turin ein neues Image zu: Das 1982 geschlossene Lingotto baute Renzo Piano bis 1989 zu einem Messe- und Kongresszentrum um, die Olympischen Winterspiele 2006 erforderten umfangreiche neue Sportanlagen auch in der Stadt, im Westen baute man ein neues Universitätsviertel, legte den Bahnhof Torino Porta Susa unter die Erde und im Nordwesten begrünte man die Industriebrachen, etwa mit dem Parco Doria.
Turin war vom 10. bis zum 14. Mai 2022 Austragungsort des 66. Eurovision Song Contest. Ausgetragen wurde er im Pala Alpitour.

## Bevölkerung

### Bevölkerungsentwicklung
Einwohner (in Tausend)

### Religion

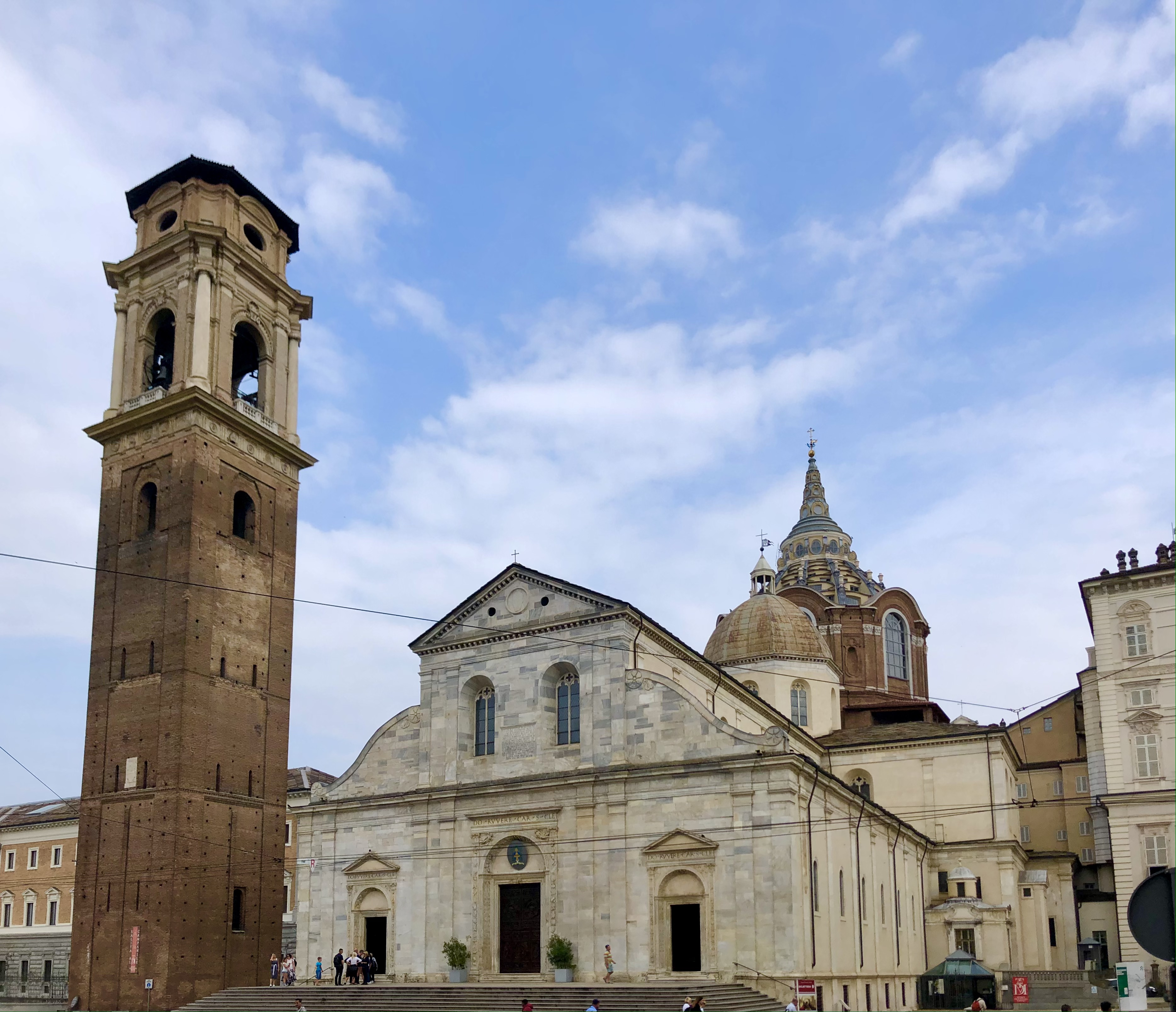
Turiner Dom

In Turin existiert seit dem 4. Jahrhundert ein katholisches Bistum, das 1515 zum Erzbistum erhoben wurde und heute Metropolitansitz der Kirchenprovinz Turin ist. 1578 ließ Herzog Emanuel Philibert von Savoyen das heilige Grabtuch nach Turin überführen, als die Stadt neue Residenz des savoyischen Herrscherhauses wurde.
Spätestens seit der Mitte des 16. Jahrhunderts lebten in Turin und Umgebung Waldenser, evangelische Christen, die jedoch bald von der katholischen Inquisition verfolgt wurden. Vor 1700 mussten letzte Vertreter in die Schweiz oder nach Deutschland auswandern. Erst 1825 konnte der preußische Botschafter eine Kapelle mit einem Kaplan für italienische Protestanten eröffnen. 1853 erbauten die Waldenser ihren Tempio, wie sie ihr Kirchengebäude nannten, an der Viale del Re (heute: Corso Vittorio Emanuele II). Nebst Waldensern aus den Tälern von Pinerolo und Umgebung schlossen sich später Migranten aus Süditalien und aus anderen evangelischen Kirchen dieser Kirchgemeinde an.
Im Jahr 2019 gab es in Turin etwa zehn weitere evangelische Freikirchen, Gemeinschaften und Sekten.
Außerdem ist die Stadt traditionell ein wichtiges Zentrum der jüdischen Gemeinschaften Italiens. Die große Synagoge der Stadt wurde im Jahr 1884 im maurischen Stil fertiggestellt.

### Sprache
Viele Turiner sprechen außer Italienisch das Torinese, einen Dialekt des gallo-romanischen Piemontesischen.

## Politik

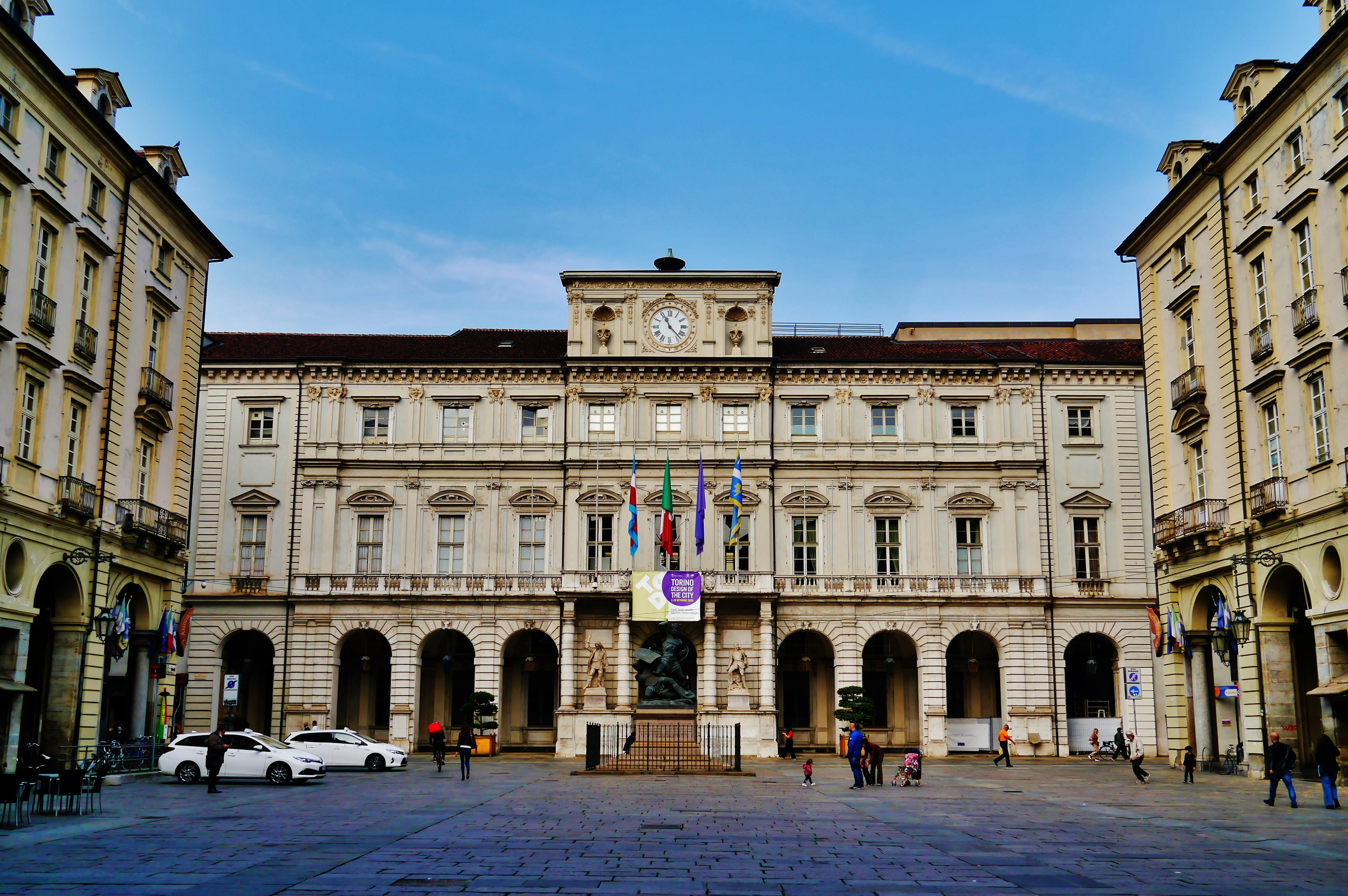
Rathaus von Turin

Als Hauptstadt des Piemont ist Turin auch Sitz regionaler Institutionen. Der Regionalrat (Consiglio regionale) beispielsweise tagt im zwischen 1663 und 1665 errichteten Palazzo Lascaris. Der regierende Regionalausschuss (Giunta regionale) hat seinen Sitz an der Piazza Castello. Die Stadtverwaltung (Giunta Comunale) hat ihren Sitz im Palazzo Civico.
Bei der Bürgermeisterwahl 2021 setzte sich Stefano Lo Russo (PD) mit knapp 60 Prozent gegen Paolo Damilano, den Kandidaten des rechten Parteienbündnisses um Fratelli d’Italia, Lega Nord und Forza Italia durch. Die Amtsinhaberin Chiara Appendino hatte auf eine erneute Kandidatur verzichtet.

## Wirtschaft

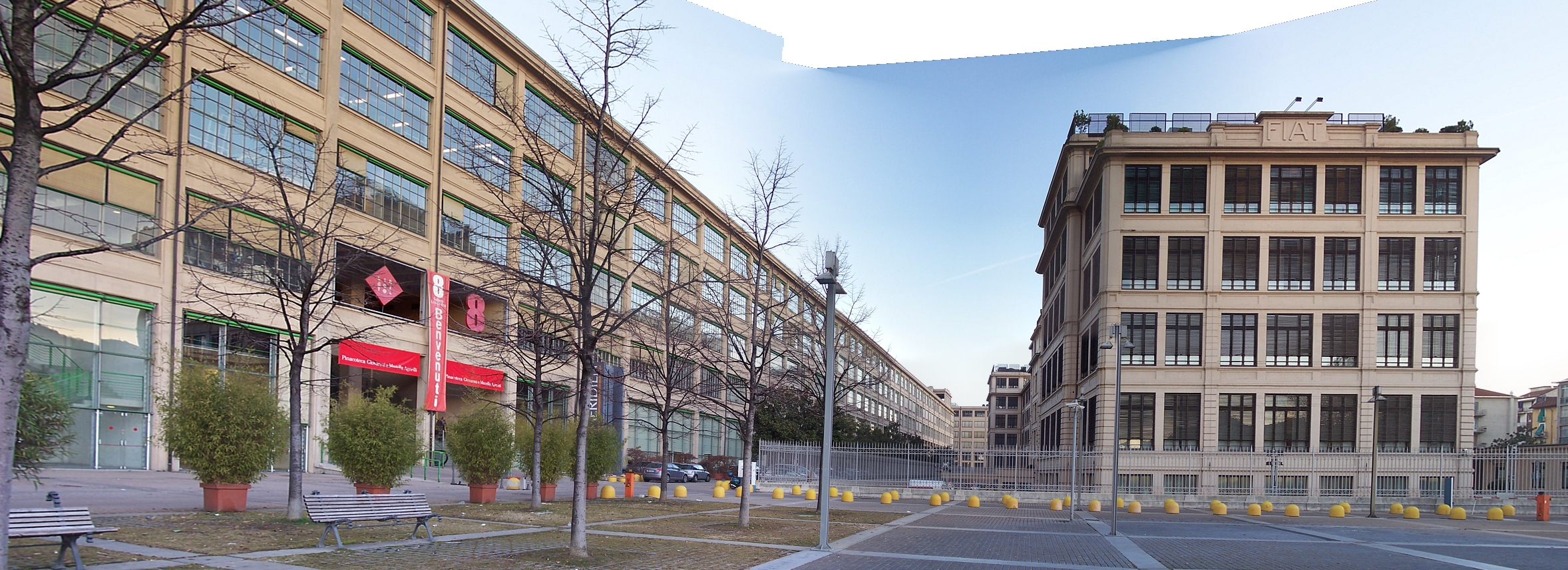
Ehemalige Fiat-Fabrik Lingotto

Turin ist eines der bedeutendsten Industriezentren Italiens und hat sich in den letzten Jahrzehnten diversifiziert und modernisiert. Die Stadt war und ist eng mit der Automobilindustrie und dem Maschinenbau verbunden. Der 1899 hier gegründete Automobilhersteller Fiat (heute Teil von Stellantis) prägte über ein Jahrhundert lang das wirtschaftliche Bild der Stadt. Auch Lancia, 1906 in Turin gegründet und 1969 von Fiat übernommen, hat hier seine Wurzeln. Turin ist zudem der Hauptsitz von Iveco (heute Teil der Iveco Group), einem weltweit führenden Hersteller von Nutzfahrzeugen, Bussen und Spezialfahrzeugen. Alfa Romeo, ursprünglich 1910 in Mailand gegründet, ist seit der Übernahme durch Fiat im Jahr 1986 eng mit Turin verbunden und profitiert von den zentralen Management-, Design- und Entwicklungsstrukturen des Konzerns in der Stadt, wodurch die Traditionsmarke auch zu einem wichtigen Bestandteil der Turiner Automobilindustrie wurde.
Erwähnenswert sind auch die renommierten Design- und Ingenieurbüros Pininfarina und Italdesign Giugiaro, die beide in der Metropolitanstadt Turin beheimatet sind. Seit ihrer Gründung haben sie mit ihren zahlreichen Fahrzeugentwürfen maßgeblich zur weltweiten Reputation Turins als eines der führenden Zentren für Automobildesign und -ingenieurwesen beigetragen.
Das historische Lingotto-Gebäude, einst eine der größten Autofabriken der Welt, wurde nach seiner Schließung 1982 in ein Zentrum für Messen, Kultur und Handel umgewandelt, das auch ein Hotel und eine Einkaufsgalerie umfasst.
Neben der Automobil- und Fahrzeugindustrie sind zahlreiche weitere namhafte Unternehmen in Turin und der Region ansässig oder haben hier ihre Ursprünge, u. a. der Kaffeehersteller Lavazza, die Aperitif-Marke Martini & Rossi, das Sportartikelunternehmen Kappa, sowie der Schokoladenhersteller Caffarel.
Turin ist ein bedeutendes Finanzzentrum, insbesondere als Hauptsitz der Intesa Sanpaolo, einer der größten Bankengruppen Italiens.
Turin spielt eine wichtige Rolle in der italienischen Luft- und Raumfahrtindustrie. Der Rüstungskonzern Leonardo mit Sitz in Rom betreibt in Turin Einrichtungen für die Entwicklung und Produktion von Flugzeugkomponenten, Raumfahrtsystemen und Elektronik. Dies macht die Stadt zu einem wichtigen Standort für Forschung und Entwicklung im Hochtechnologiesektor.
Mit Beginn des 21. Jahrhunderts hat der IT-Sektor in Turin an Bedeutung gewonnen. Die Präsenz von Universitäten und Forschungseinrichtungen wie dem Politecnico di Torino fördert die Ausbildung von Fachkräften und treibt Start-up-Gründungen in diesem Bereich voran. Unternehmen wie das international agierende IT-Dienstleistungsunternehmen Reply unterstreichen die Innovationskraft der Stadt, die zunehmend an Bedeutung als Standort für Künstliche Intelligenz und neue Technologien gewinnt.
Turin hat sich auch als Zentrum für Design und Kreativität etabliert. Im Jahr 2008 wurde Turin als erste Stadt zur World Design Capital ernannt, eine Auszeichnung der World Design Organization. Diese Entwicklung wurde 2014 durch die Aufnahme Turins in das UNESCO Netzwerk kreativer Städte (Kategorie „Design“) weiter gefestigt.

## Verkehr

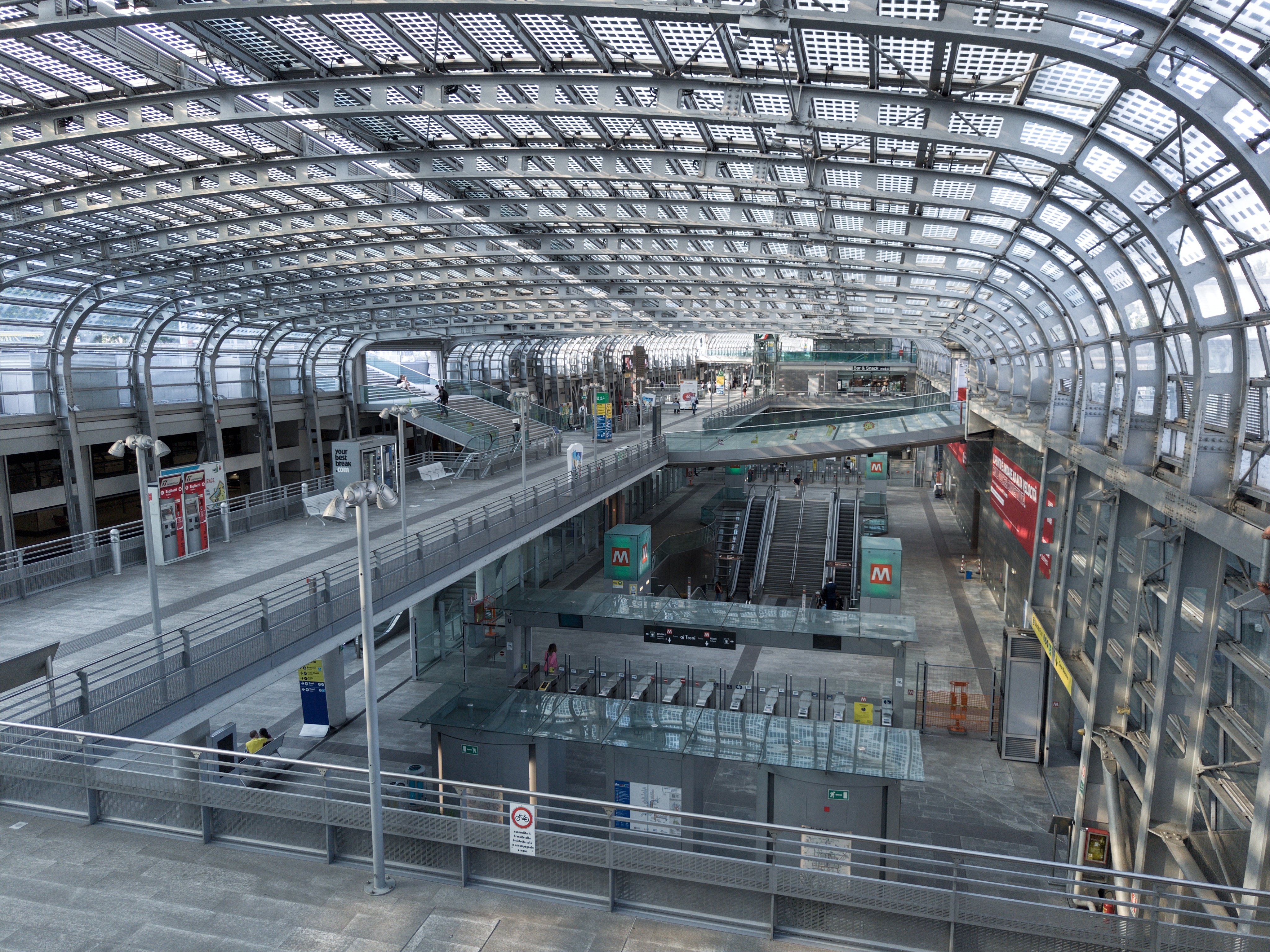
U-Bahn-Station (Porta Susa) in Turin

Turin ist mit den Autostrade A4 (nach Triest), A5 (zum Mont Blanc / nach Frankreich), A6 (nach Savona), A21 (nach Brescia), A32 (ins Susatal) und A55 an das italienische Autobahnnetz angebunden.
Per Eisenbahn ist Turin an die Schnellfahrstrecke Turin–Mailand angeschlossen, die 2005 bis Novara eröffnet wurde. Damit konnten die Reisezeiten nach Mailand und zum Großflughafen Mailand-Malpensa verringert werden. Seit 2009 kann die komplette Strecke befahren werden, wodurch die Reisezeit nach Mailand von 90 auf 50 Minuten sank. Weitere Direktverbindungen existieren unter anderem nach Rom, Genua und Neapel. Auch eine Verbindung nach Lyon ist geplant. Die wichtigsten Bahnhöfe in Turin sind Porta Nuova, Porta Susa und Lingotto.
Die drei Bahnhöfe sind auch wichtige Stationen der ersten Linie der U-Bahn Turin. Das erste Teilstück wurde am 4. Februar 2006 eröffnet. Die Turiner U-Bahn ist die erste fahrerlose U-Bahn Italiens. Der öffentliche Nahverkehr wird durch ein gut ausgebautes Netz von Straßenbahn- und Buslinien bewältigt. Etwa 15 Kilometer nördlich der Stadt, in der Gemeinde Caselle Torinese, liegt der internationale Flughafen Torino-Caselle. Von dort werden fast ausschließlich innereuropäische Flüge angeboten, unter anderem nach Frankfurt am Main, London und Paris.
Der Servizio ferroviario metropolitano di Torino dient als S-Bahn-ähnliches Eisenbahnsystem.

## Sehenswürdigkeiten

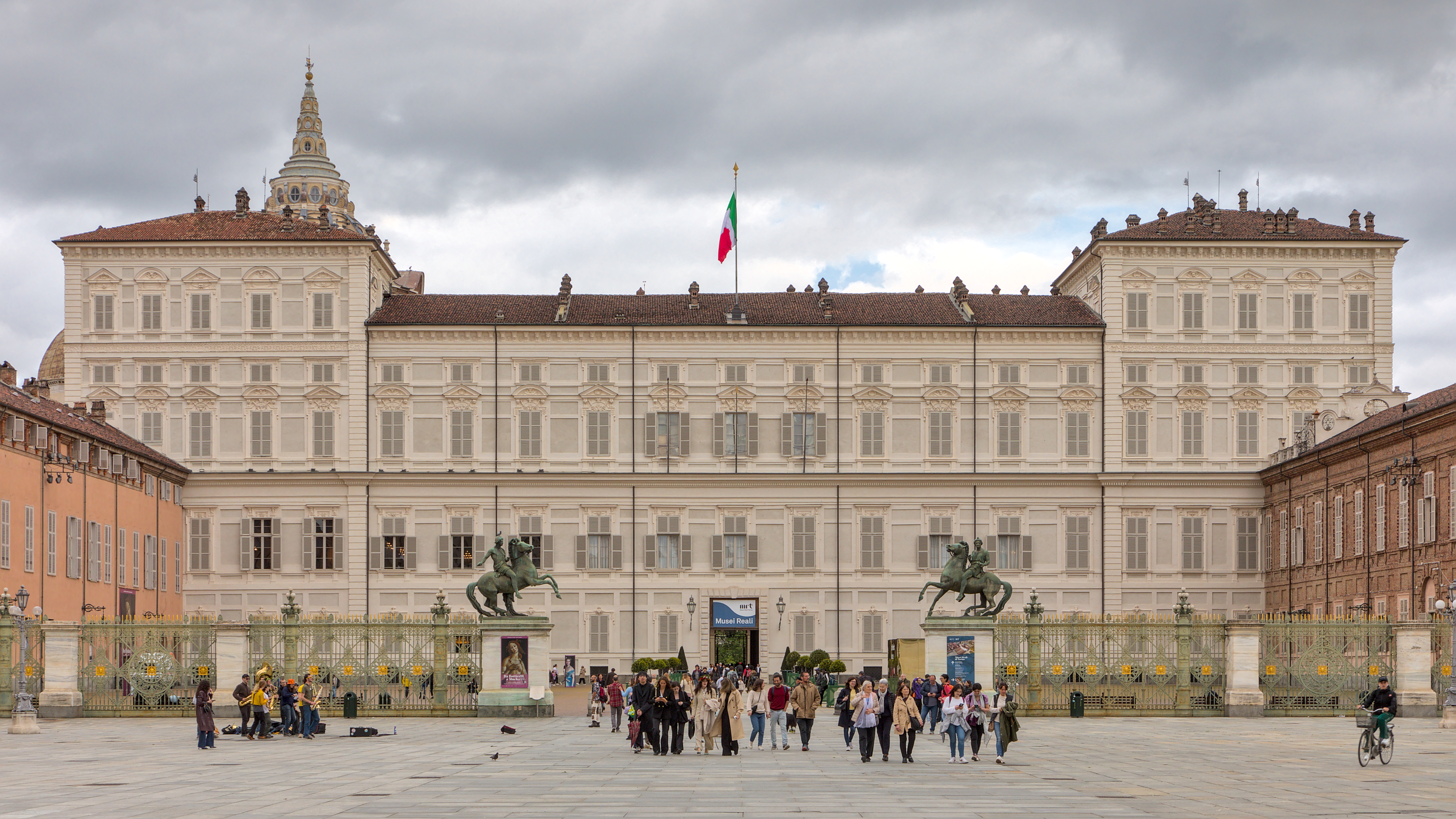
Palazzo Reale

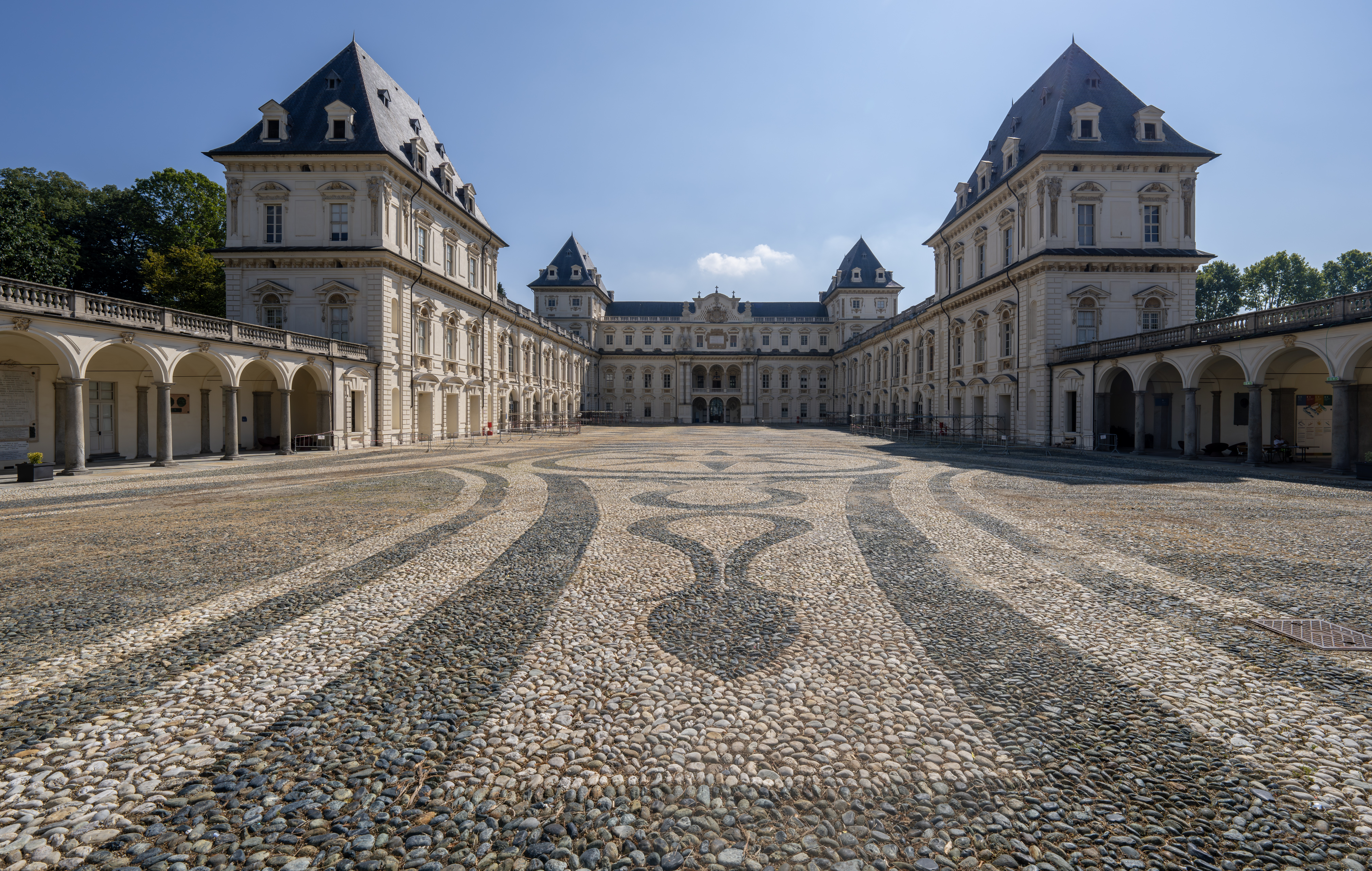
Castello del Valentino

Turin besitzt außergewöhnlich bedeutsame und architekturgeschichtlich wichtige Baudenkmäler, doch muss betont werden, dass die Hauptsehenswürdigkeit die in der Barockzeit geplante städtebauliche Gesamtanlage des Stadtzentrums selbst ist, mit ihren 18 Kilometer langen Arkadengängen, dem rechtwinkligen Straßensystem und den stilistisch einheitlichen Stadtpalästen.
- Die Porta Palatina ist der besterhaltene Rest der Stadt aus römischer Zeit.

- Die Bedeutung des im Übrigen eher schlichten Turiner Doms, gebaut in den Jahren 1491–1498, beruht auf dem hier aufbewahrten Turiner Grabtuch, einem Leinentuch, das das Abbild eines Mannes zeigt. Von Pilgern wird es verehrt als das Tuch, in das Jesus im Grab gewickelt war. Der Kuppelbau der Cappella della Sacra Sindone, in der es zu besonderen Gelegenheiten ausgestellt wird, gehört zusammen mit der vergleichbaren Wölbungskonstruktion in San Lorenzo (Turin) zu den außergewöhnlichsten Schöpfungen der Barockbaukunst.

- Die Schlösser und Residenzen der Herzöge von Savoyen zählen zum Weltkulturerbe. Im Zentrum von Turin ist der Palazzo Reale gelegen, der Palast der Könige von Sardinien-Piemont und kurze Zeit auch des ganzen Königreichs Italien.

- Der Palazzo Madama, ebenfalls Bestandteil dieser Welterbestätte, besteht aus einem alten Teil und einem barocken Anbau. Der alte Teil ist in der Römerzeit als Stadttor entstanden und im Mittelalter zu einer Festung[22] ausgebaut worden. Der neue Teil ist ein Werk des Barock-Meisters Filippo Juvarra. Dieser war auch Baumeister mehrerer Residenzschlösser der Herzöge von Savoyen, später Könige von Sardinien-Piemont und schließlich von Italien.

- Auch das Archivio di Stato di Torino aus dem 18. Jahrhundert im Stadtzentrum gehört zu dieser Gruppe von Welterbegebäuden.

- Der Palazzo Carignano (1685) ist ein Hauptwerk des Architekten Guarino Guarini. Mit seiner Erweiterung (1867 bis 1872) an der Piazza Carlo Alberto sollte der Bau dem neuen italienischen Parlament dienen, das jedoch vor Fertigstellung Turin verließ. Ebenfalls von Guarini stammt die Fassade der Kirche San Filippo Neri.

- In Turin lebte und wirkte im 19. Jahrhundert der Heilige Johannes Bosco („Don Bosco“). Er gilt als der Schutzpatron der Jugend. Im Stadtteil Valdocco befindet sich die von ihm errichtete Maria-Hilf-Basilika, wo auch seine Reliquien aufbewahrt werden. Valdocco ist heute ein Pilgerzentrum für Jugendliche aus aller Welt.

- Die Piazza Vittorio Veneto, ein 1830 angelegter großer Platz (39.960 Quadratmeter) in der Nähe des Po mit Blick auf die Hügel (Collina di Torino), die Chiesa della Gran Madre di Dio am anderen Ufer und die Villa della Regina.

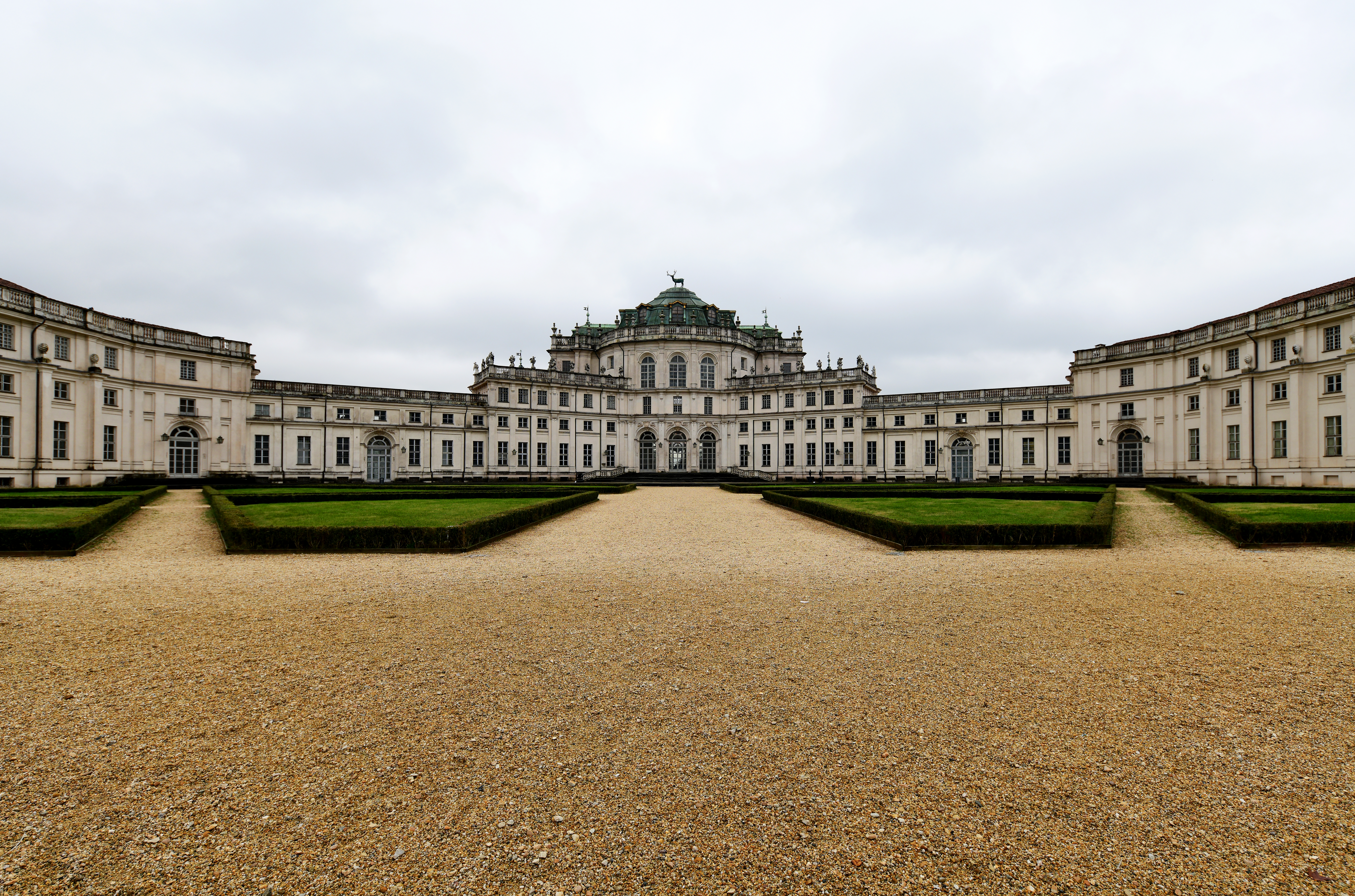
Schloss Stupinigi

- Das Lingotto-Gebäude, einstmals die für FIAT errichtete größte Autofabrik der Welt, wurde nach Plänen des Architekten Renzo Piano in ein Kongresszentrum, Einkaufszentrum, Konzerthalle und Hotel transformiert. In der fünften Etage des Gebäudes befindet sich das Kunstmuseum Pinacoteca Giovanni e Marella Agnelli. Berühmt ist der Bau für die auf dem Dach angelegte ovale Teststrecke mit Steilkurven.

Museen:

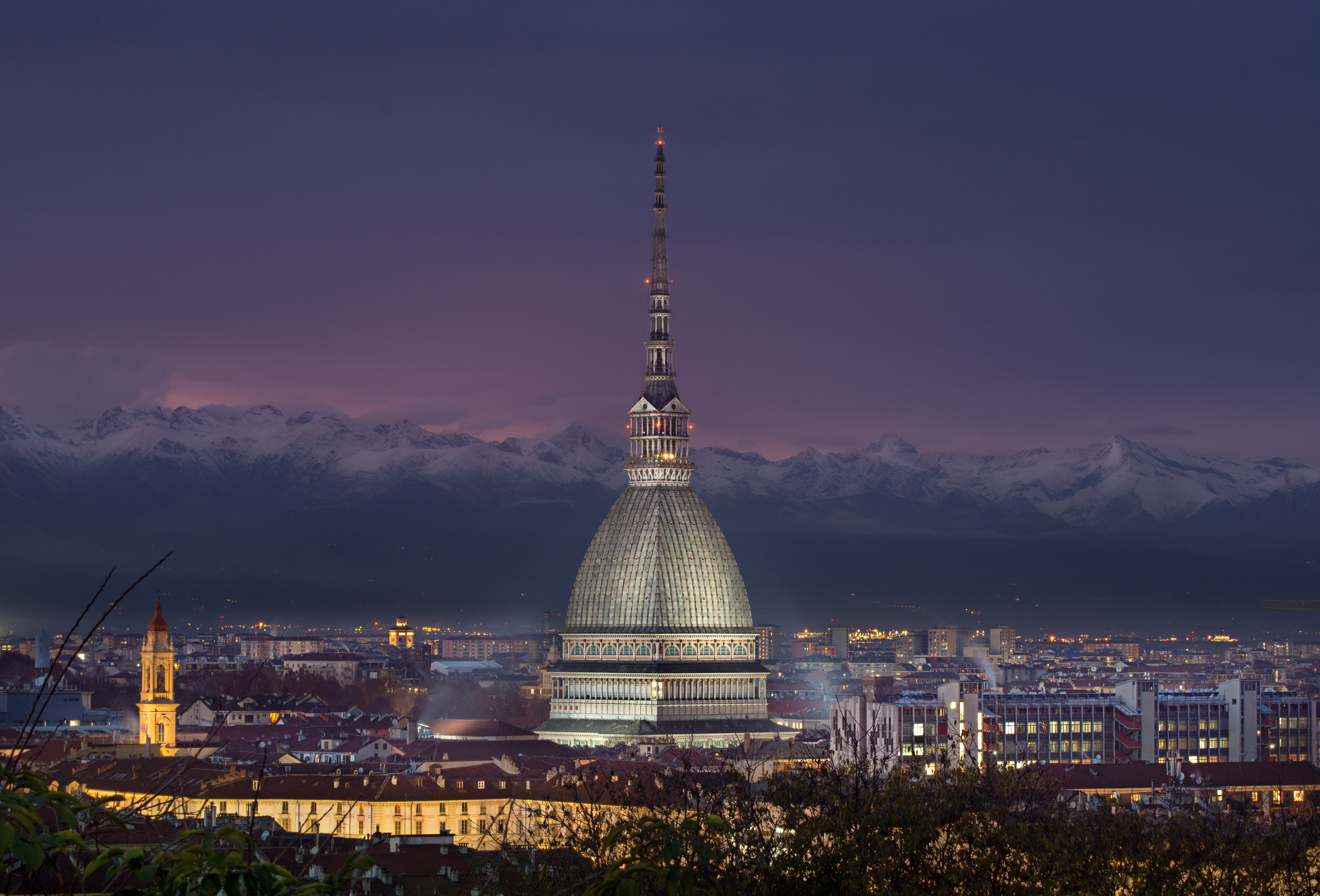
Mole Antonelliana

- Eines der Wahrzeichen von Turin ist die Mole Antonelliana, errichtet von 1863 bis 1880 nach Plänen von Alessandro Antonelli. Damals war sie als Synagoge geplant. Die Verlegung der italienischen Hauptstadt von Turin nach Florenz und die ausufernden Baukosten machten dem Plan jedoch ein Ende. Heute befindet sich darin das nationale Filmmuseum. Eine spektakuläre Aufzugskonstruktion zieht einen gläsernen Lift freischwebend an Führungskabeln durch den Hauptraum unter der Kuppel hindurch zu der Aussichtsplattform. Später wurde auf der Turmkuppel der Mole Antonelliana die Zahlenfolge der Fibonacci-Zahlen angebracht, welche in der Nacht rot aufleuchten.

- Das Museo Egizio in einem von Guarino erbauten Palazzo besitzt eine der international wichtigsten Sammlungen altägyptischer Artefakte. Es ist das zweitgrößte Museum der Welt (nach Kairo) mit allein ägyptischer Kunst. Insgesamt steht die Sammlung hinsichtlich der Anzahl der Funde an neunter Stelle der großen Sammlungen ägyptischer antiker Werke.

- Die Galleria Sabauda, ein bedeutendes Kunstmuseum, befindet sich neuerdings im Palazzo Reale. Schwerpunkt: Italienische und niederländische Malerei des 15. bis 19. Jahrhunderts.

Umgebung:
- Die Wallfahrtskirche Superga auf dem gleichnamigen Hügel im Osten der Stadt in einer Höhe von 672 Metern wird von der Superga-Zahnradbahn angefahren.

- Das Schloss Stupinigi, 10 Kilometer südwestlich von Turin ist das 1729 begonnene Hauptwerk des Barockarchitekten Filippo Juvarra.

## Kultur und Bildung

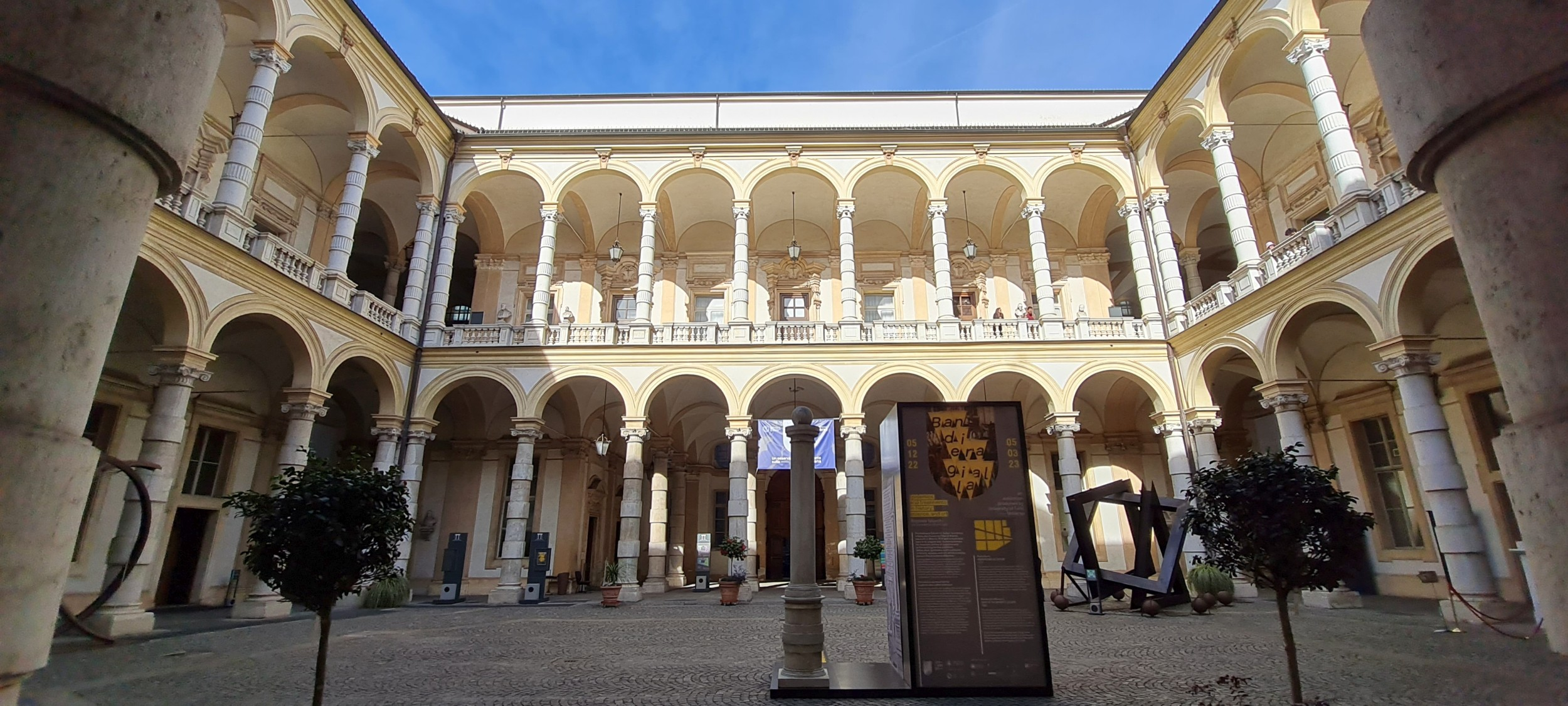
Innenhof der Universität Turin (Gründung im Jahr 1404)

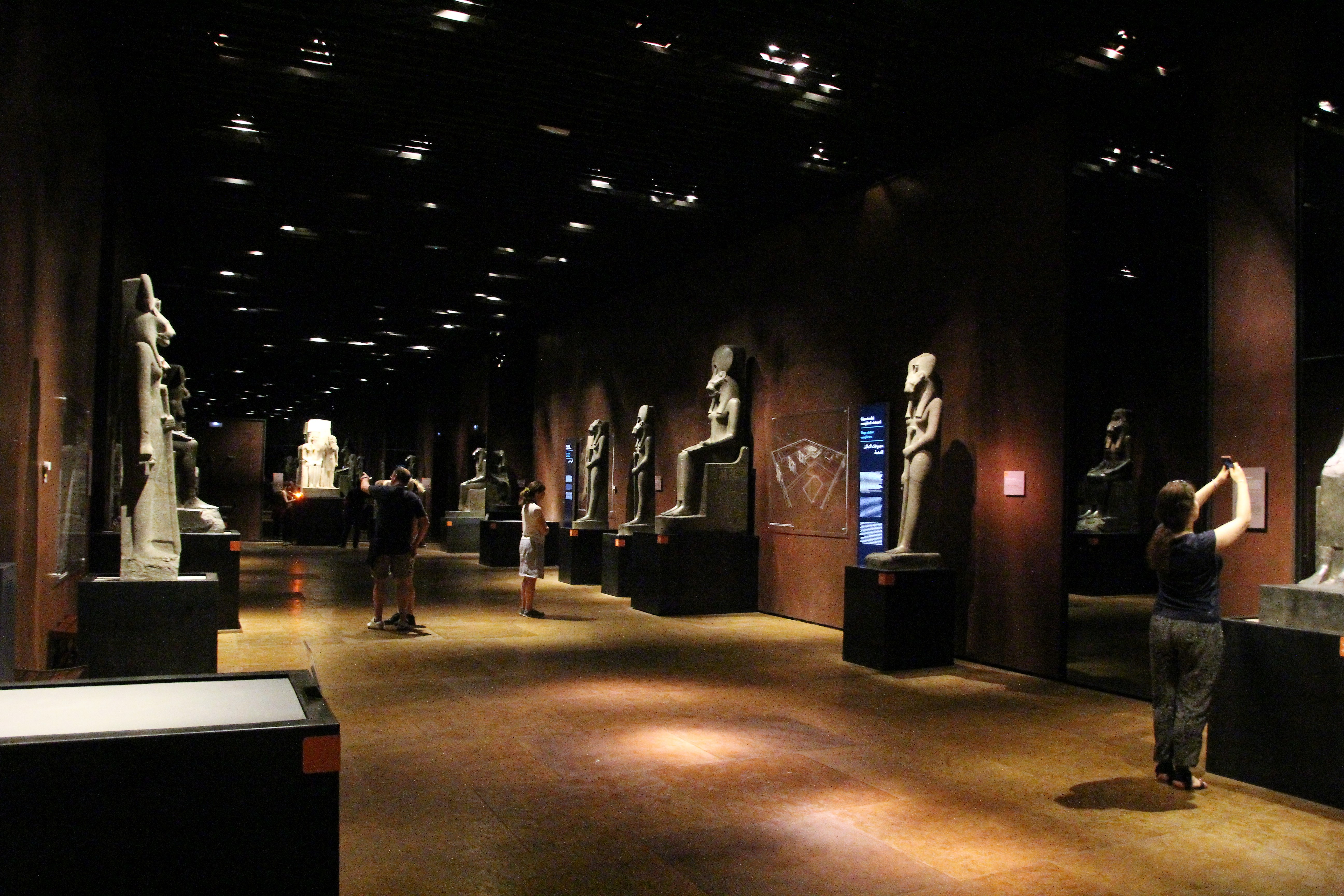
Ausstellungsfläche des Museo Egizio, das die weltweit wichtigste Sammlung altägyptischer Kunst und Artefakte außerhalb Ägyptens ausstellt

### Universitäten und Hochschulen
- Universität Turin (Università degli Studi di Torino)
- Politecnico di Torino (Polytechnikum Turin)
- Istituto Europeo di Design (Europäisches Institut für Design)
- Accademia Albertina di Belle Arti di Torino
- SAA – School of Management
- Conservatorio Statale di Musica „Giuseppe Verdi“ di Torino (Staatliches Konservatorium für Musik "Giuseppe Verdi" in Turin)
- Istituto Universitario Salesiano Torino Rebaudengo - IUSTO (Salesianisches Universitätsinstitut Turin Rebaudengo - IUSTO)

### Forschungseinrichtungen
- Accademia delle Scienze di Torino (Akademie der Wissenschaften von Turin)

### Bibliotheken
- Biblioteca Nazionale Universitaria di Torino
- Biblioteca Reale di Torino

### Museen
- Museo Egizio
- Museo Nazionale del Cinema
- Museo Nazionale dell’Automobile
- Palazzo Reale
- Galleria Sabauda
- Palazzo Madama
- Museo Civico d’Arte Antica
- Borgo Medievale
- Galleria civica d’Arte Moderna e contemporanea (kurz: GAM)
- Pinacoteca Albertina
- Artilleriemuseum Turin (Museo Storico Nazionale di Artiglieria).
- Museo nazionale del Risorgimento, Palazzo Carignano
- Pinacoteca Giovanni e Marella Agnelli
- Museo di Anatomia Criminale „Cesare Lombroso“

## Sport

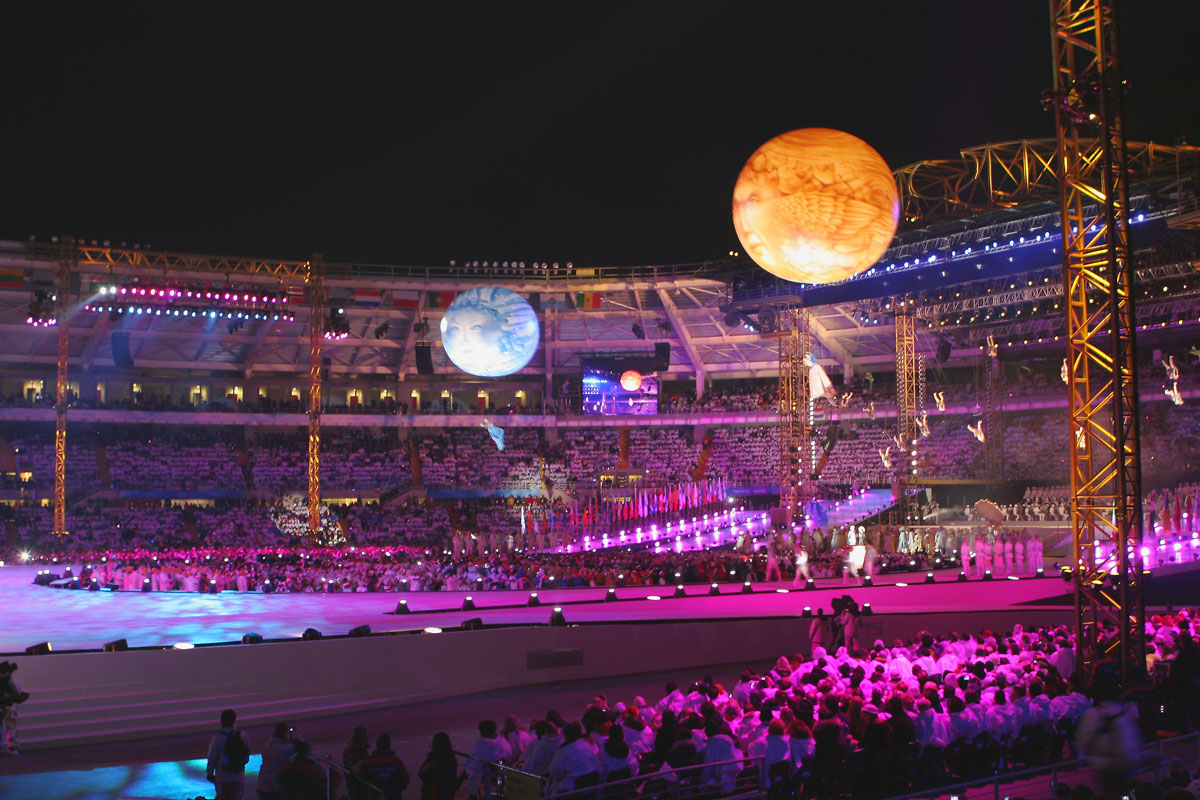
Eröffnungsfeier der Olympischen Winterspiele 2006, Stadio Olimpico Grande Torino

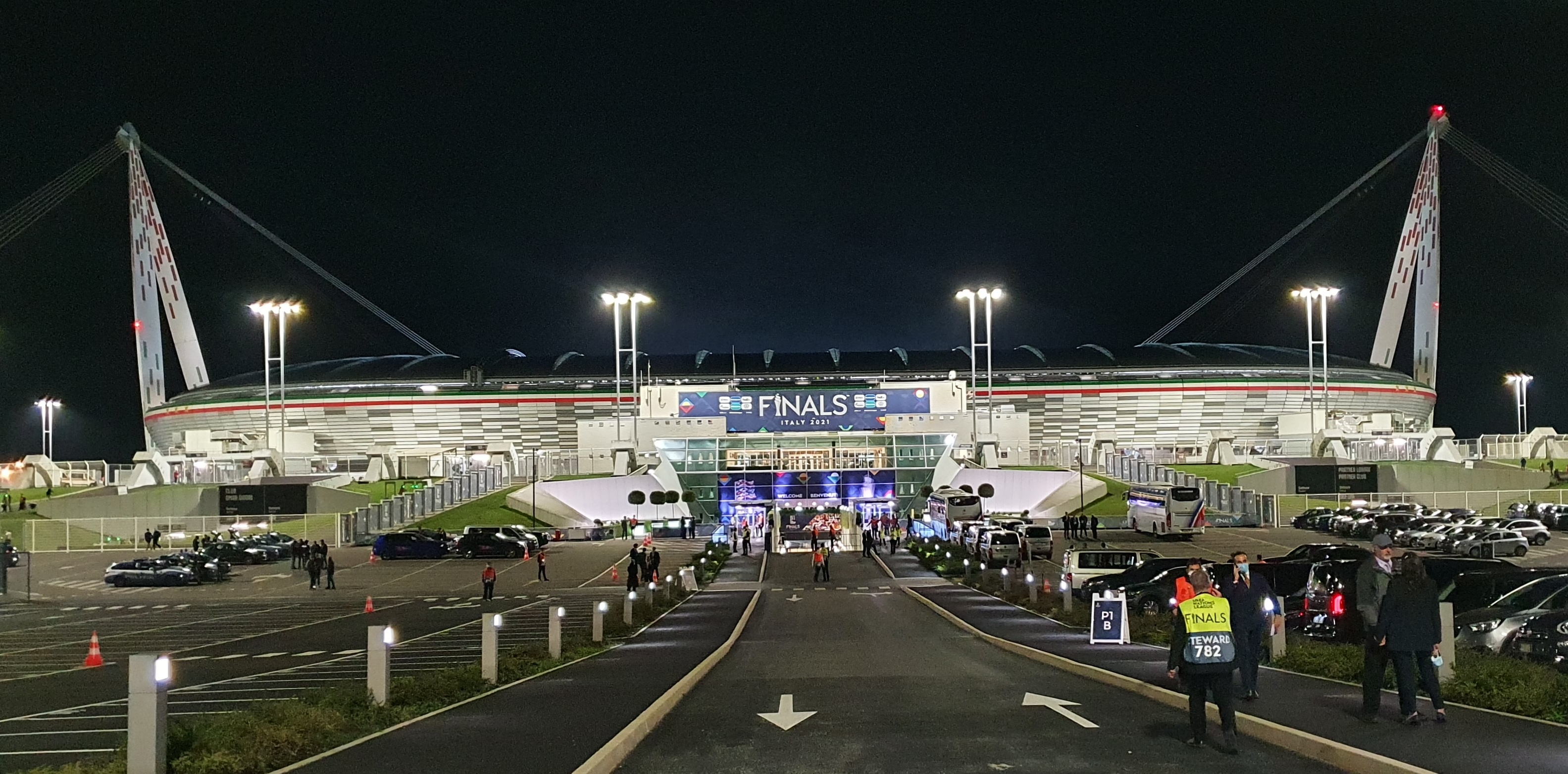
Allianz Stadium

Die Stadt ist Heimat der Fußballklubs Juventus Turin und FC Turin, zwei der erfolgreichsten Vereine in der Geschichte des italienischen Fußballs. Juventus ist mit insgesamt 36 Meistertiteln italienischer Rekordmeister. Seit 2011 spielt der Verein im rund 41.500 Zuschauer fassenden Allianz Stadium (bis 2017 Juventus Stadium) im Norden der Stadt, während der siebenfache italienische Meister FC Turin seine Heimspiele im Olympiastadion austrägt. In den Jahren 1934 und 1990 fanden in den Turiner Stadien Stadio Municipale Benito Mussolini (später Stadio Comunale, heute Olympiastadion Turin) bzw. Stadio delle Alpi Spiele der Fußball-Weltmeisterschaften statt. Das Stadio Comunale war zudem Austragungsort von drei Partien zur Fußball-Europameisterschaft 1980 sowie der Leichtathletik-Europameisterschaften 1934.
Zwischen 1935 und 1955 fand im Parco del Valentino in Turin insgesamt siebenmal das international bedeutsame Automobilrennen Gran Premio del Valentino bzw. Gran Premio di Torino statt. In die Siegerlisten trugen sich Größen wie Tazio Nuvolari, Achille Varzi oder Alberto Ascari ein. 1952 und 1955 war der Gran Premio ein Formel-1-Rennen ohne Weltmeisterschaftsstatus.
2006 war Turin Austragungsort der XX. Olympischen Winterspiele.
2007/08 und 2008/09 wurde in Turin das Final-8-Basketball-Turnier des ULEB- bzw. EuroCups ausgetragen. 2008 fand das Turnier im Palavela statt, 2009 diente das Palasport Olimpico als Veranstaltungsort. 2008 wurden außerdem die Europameisterschaften in der Rhythmischen Sportgymnastik im Palasport Olimpico ausgetragen.
2014 war das Turiner Juventus Stadium Austragungsort des Finalspiels der UEFA Europa League.
2021 erhielt Turin zusammen mit den weiteren Veranstaltungsorten Bardonecchia, Sestriere und Pragelato von Special Olympics International den Zuschlag für die Austragung der Special Olympics World Winter Games 2025.

## Persönlichkeiten
Bekannte Persönlichkeiten der Stadt sind in der Liste von Persönlichkeiten der Stadt Turin aufgeführt. Dazu zählen verschiedene Herrscher aus dem Hause Savoyen sowie der Mathematiker Joseph-Louis Lagrange, der Fußballtrainer Vittorio Pozzo, der Pianist und Komponist Ludovico Einaudi, die Nobelpreisträgerin Rita Levi-Montalcini und der Musikproduzent Gigi D’Agostino.

## Städtepartnerschaften
Turin unterhält folgende Städtepartnerschaften:
- Bacău, Rumänien
- Bagneux, Frankreich
- Bethlehem, Palästinensische Autonomiegebiete[24]
- Campo Grande, Brasilien
- Chambéry, Frankreich
- Córdoba, Argentinien
- Detroit, Vereinigte Staaten
- Esch an der Alzette, Luxemburg
- Gaza, Palästinensische Autonomiegebiete
- Glasgow, Vereinigtes Königreich
- Haifa, Israel
- Köln, Deutschland
- Lille, Frankreich
- Lüttich, Belgien
- Nagoya, Japan
- Quetzaltenango, Guatemala
- Rotterdam, Niederlande
- Shenyang, Volksrepublik China
- Tirana, Albanien
- Wolgograd, Russland